# داني غارسيا (لاعب كرة قدم)
داني غارسيا (بالإنجليزية: Danny Garcia)‏ (14 أكتوبر 1993 في الولايات المتحدة - ) هو لاعب كرة قدم أمريكي في مركز الوسط. شارك مع منتخب الولايات المتحدة تحت 18 سنة لكرة القدم ومنتخب الولايات المتحدة تحت 20 سنة لكرة القدم. أما مع النوادي، فقد لعب مع نادي دالاس وفينيكس راسينغ ونادي سان أنطونيو.

## وصلات خارجية
- داني غارسيا على موقع الاتحاد الدولي (مؤرشف)  (الإنجليزية)
- داني غارسيا على موقع الدوري الأمريكي (الإنجليزية)
- داني غارسيا على موقع قاعدة بيانات كرة القدم.إي يو (الإنجليزية)
- داني غارسيا على موقع Soccerway.com (الإنجليزية)
- داني غارسيا على موقع عالم كرة القدم.نت (الإنجليزية)
- داني غارسيا على موقع AS.com (الإسبانية)